# Óscar Esteban Giménez
Óscar Giménez (n. Coronel Oviedo, Paraguay; 26 de diciembre de 1985) es un futbolista paraguayo. Juega de defensor central, pertenece al Club Olimpia y actualmente fue cedido a préstamo al Club Sportivo Luqueño de la Primera División de Paraguay.

## Clubes
| Club             | País     | Año           |
| ---------------- | -------- | ------------- |
| Olimpia          | Paraguay | 2005-2011     |
| Sportivo Luqueño | Paraguay | 2012-presente |